# Merivälja
Merivälja is een subdistrict of wijk (Estisch: asum) binnen het stadsdistrict Pirita in Tallinn, de hoofdstad van Estland. De naam betekent ‘zeeveld’. De wijk telde 2.964 inwoners op 1 januari 2020.
De wijk grenst in het westen aan de Baai van Tallinn, een onderdeel van de Finse Golf. In het noorden grenst ze aan het dorp Miiduranna en de vlek Viimsi in de gemeente Viimsi. Verder grenst ze aan de wijken Mähe en Pirita.

## Geschiedenis

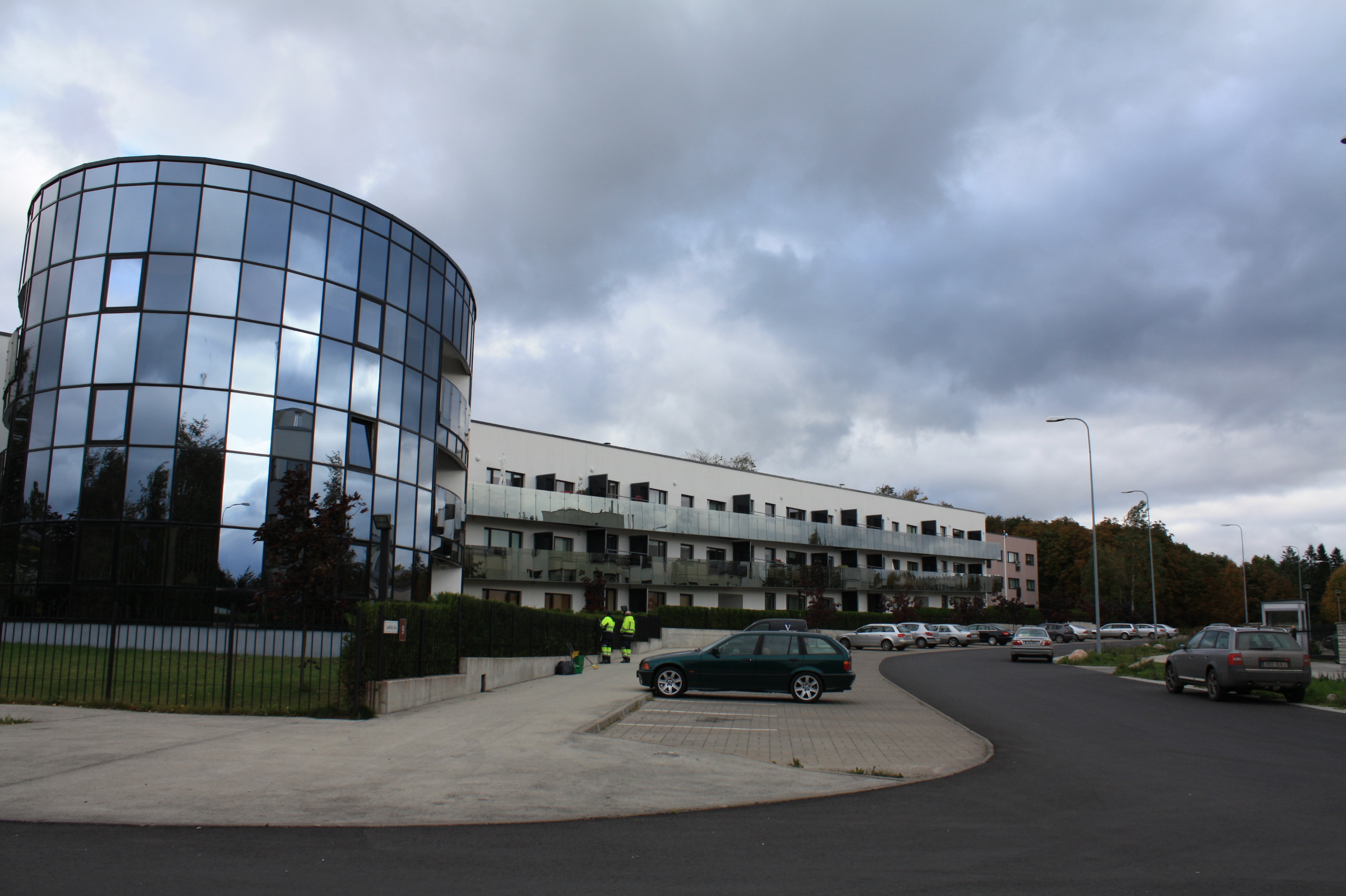
Nieuwbouw in Merivälja

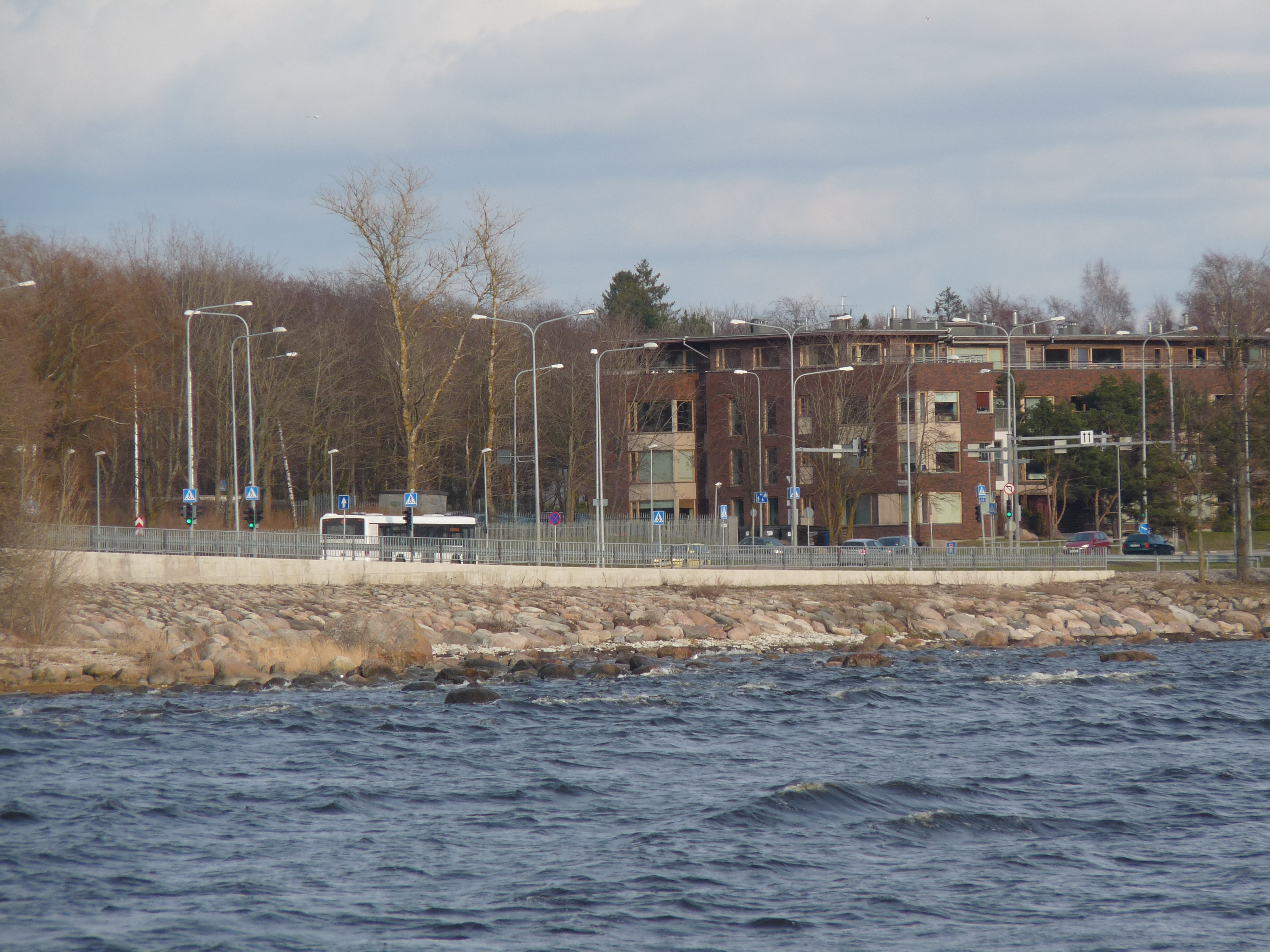
Uitzicht vanaf de Baai van Tallinn op de Ranna tee (Strandweg)

Tot 1924 was Merivälja weideland dat behoorde tot het landgoed en later de vlek Viimsi. In dat jaar begon het bouwbedrijf Saku, dat geïnteresseerd was in het concept van het tuindorp, in Merivälja zo’n tuindorp aan te leggen. Sindsdien bestaat de wijk uit vrijstaande huizen met veel groen ertussen, doorgaans in particulier bezit. Dat bleef ook zo in de tijd van de Sovjetbezetting. Merivälja diende zelfs als model voor de in de jaren vijftig aangelegde tuinsteden Mähe en Lepiku, beide ook in het stadsdistrict Pirita.
In 1945 werd Merivälja bij Tallinn gevoegd. Tot 1980 werden kavels vaak opgesplitst en werden kleinere woningen gebouwd. Na dat jaar werden weer grotere gebouwen neergezet, vaak onder invloed van de postmodernistische stroming in de architectuur. Er werden ook villa’s gebouwd. De wijk is populair onder de beter gesitueerde inwoners van Tallinn.
In het noorden van de wijk ligt het Merivälja park; in het zuidwestelijk deel van de wijk is een populair strand, Merivälja rand. In de buurt van het strand bevinden zich enkele (vaak luxueuze) appartementencomplexen en verzorgingstehuizen.

## Vervoer
De enige grote doorgaande weg in de wijk is de Ranna tee (‘Strandweg’), die vanuit Pirita de wijk binnenkomt en langs de kust loopt tot de grens met Miiduranna. Daar gaat de weg het binnenland in en vormt hij over korte afstand de grens met  Miiduranna.
Langs de grens tussen Merivälja en de vlek Viimsi loopt een goederenspoorlijn.
Merivälja wordt bediend door enkele buslijnen. Twee lijnen hebben hun eindpunt in Merivälja, de rest rijdt door naar Viimsi.
Iru · Kloostrimetsa · Kose · Laiaküla · Lepiku · Maarjamäe · Mähe · Merivälja · Pirita